# Pilea squamulata
Pilea squamulata är en nässelväxtart som beskrevs av Ignatz Urban och Ekman. Pilea squamulata ingår i släktet pileor, och familjen nässelväxter. Inga underarter finns listade i Catalogue of Life.